# Bulbophyllum asperulum
Bulbophyllum asperulum är en orkidéart som beskrevs av Johannes Jacobus Smith. Bulbophyllum asperulum ingår i släktet Bulbophyllum och familjen orkidéer. Inga underarter finns listade i Catalogue of Life.